# جیمی فورتیر
جیمی فورتیر (متولد ۲۳ مارس ۱۹۷۶) یک اسکی باز بازنشسته است که در بازی‌های المپیک زمستانی سال ۱۹۹۸ و در بازی‌های المپیک زمستانی سال ۲۰۰۲ شرکت کرده‌است.